# Pierre Loti

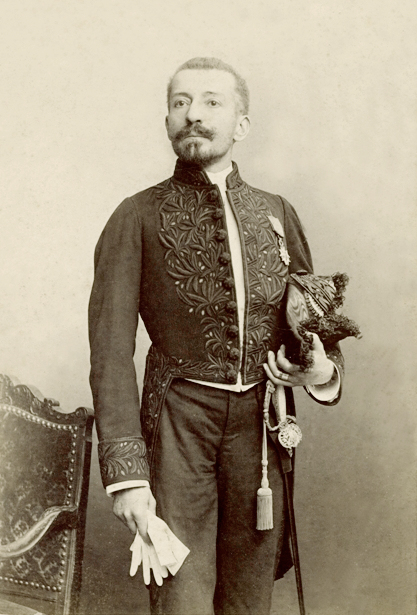
Pierre Loti am Tag seines Eintritts in die Académie française am 7. April 1892

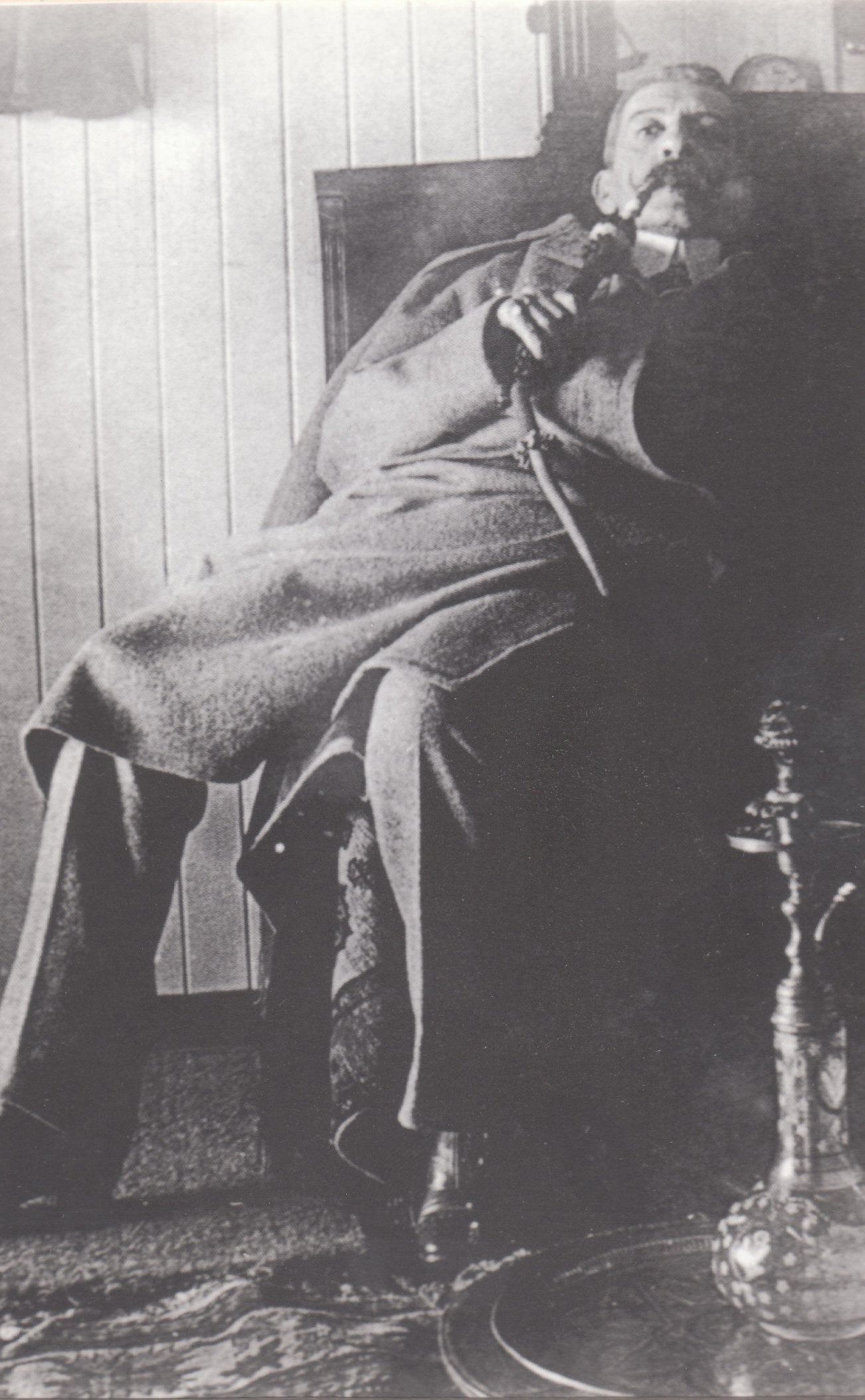
Das Rauchen der Nargile war für Pierre Loti eine Leidenschaft. Das Foto zeigt Loti in seinem Lieblingscafé in Eyüp, Istanbul (1900).

Pierre Loti (eigentlich Louis Marie Julien Viaud; * 14. Januar 1850 in Rochefort, Département Charente-Maritime; † 10. Juni 1923 in Hendaye, Département Pyrénées-Atlantiques) war ein französischer Marineoffizier und Schriftsteller. Zu seinen unzähligen Romanen gehören etliche Bestseller des ausgehenden 19. Jahrhunderts und beginnenden 20. Jahrhunderts.

## Leben und Werk
Pierre Loti kam aus einer hugenottischen Seefahrer-Familie, sein Bruder Gustave war Schiffsarzt. In der Literatur wird Lotis Sucht zu reisen oft mit dem Tod des Bruders in der Südsee begründet, der vier Jahre lang auf Tahiti gelebt hatte. Pierre Loti besuchte ein strenges protestantisches Collège und anschließend die Französische Marineschule. 1876 nahm er an einer französischen Strafexpedition gegen türkische Bewohner Salonikis teil. 1879 veröffentlichte Loti Aziyadé, seinen ersten Roman, der in Istanbul spielt und seine Passion für den Orient und das Osmanische Reich wiedergibt. Als Offizier der Marine beteiligte er sich 1883 an einer Tonking-Expedition.

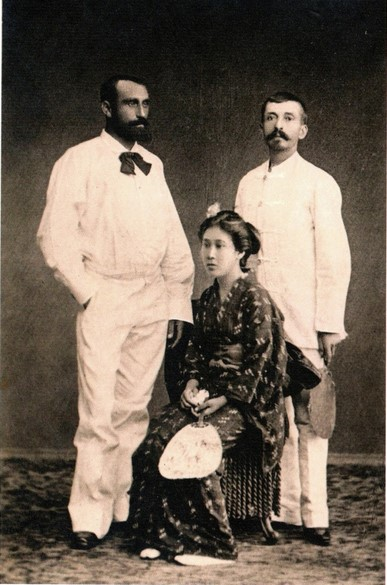
Pierre Loti (rechts) mit „Chrysanthème“ und seinem Freund Yves, Japan, 1885

Loti, seinem Freund Claude Farrère zufolge ein Agnostiker, begab er sich 1894 auf eine Palästinareise, um festzustellen, ob seine Seele, die „zu den gequälten dieses zu Ende gehenden Jahrhunderts gehört“, in Jerusalem Linderung erfahren kann durch eine neue spirituelle Erfahrung. Am 26. März 1894 traf er dort ein und hielt sich bis um den 17. April dort auf. Am Tag seiner Abreise war er zutiefst desillusioniert, den Weg zur mystischen Erfahrung hatte er nicht gefunden. 
Durch ein Kuriosum der spanisch-französischen Beziehungen war Loti zwischen 1891 und 1898 zwei Mal Vizekönig der Fasaneninsel, einer Flussinsel zwischen den beiden Ländern. 1892 reiste er nach Spanien, wo er sich kritisch mit den Jesuiten auseinandersetzte. Im selben Jahr wurde Loti in die Académie française berufen. 1900 war er als Adjutant des Vizeadmirals Pottier Mitglied des französischen Expeditionskorps zur Niederschlagung des Boxeraufstandes in China. Loti hatte eine starke Abneigung gegen die Engländer. Im Buch L’Inde (sans les Anglais) über seine Reise nach Britisch-Indien erwähnte er sie – mit Ausnahme der Klammer im Titel – mit keinem Wort, behandelte aber ausführlich die dortige Hungersnot.
Loti war sehr gesellig und war ein Stammgast in Biarritz und im animierten Château d’Abbadia seiner Freunde Antoine und Virginie d’Abbadie. Um den Frauen zu gefallen, betrieb er täglichen Sport. Mit Natalia von Serbien, die ihn regelmäßig in ihrer neu errichteten Villa Sacchino in Bidart empfing, war er gut vertraut. Er hatte mit Cruz Gainza, einem jungen Mädchen einfacher Herkunft, heimlich eine zweite Familie gegründet. Gainza brachte zwei Mädchen und den Sohn Ramuntcho zur Welt. 
Loti thematisiert immer wieder in seinen Werken Todessehnsucht und Lebensgier und ist damit ein Vertreter des Fin de siècle. Besonders in seiner Japan-Trilogie (Madame Chrysanthème, Japoneries de l’automne und La troisième jeunesse de Mme Prune) kommt dieser Aspekt zum Tragen. Mit seinen exotischen Motiven wird Loti u. a. Vorbild für Louis Bertrand und Gilbert de Voisins – gleichzeitig wird er für seine unkritisch romantisierende Perspektive als exotistisch beziehungsweise orientalistisch kritisiert. Sein Roman Le Mariage de Loti (1880) begründete einen literarischen Exotismus und Impressionismus der Südsee, insbesondere über Tahiti. Der Bestseller gilt bis heute als Klassiker des französischen Exotismus und diente als Grundlage für die Libretti der Opern Lakmé von Léo Delibes und L’île du rêve von Reynaldo Hahn.
Loti verfasste vor allem Reiseberichte und Landschaftsschilderungen; seine Reisen in die Wüste, durch Persien und nach China fanden eine große Leserschaft. Viele von Lotis Werken sind heute in Vergessenheit geraten, auch wenn er zu den meistgelesenen Autoren der zweiten Hälfte des 19. Jahrhunderts zählt und einen beachtlichen Teil der Einstellungen der Franzosen zu anderen Ländern geprägt hat. Insofern ist sein kulturgeschichtlicher Einfluss bedeutend. Klassiker wie Le Mariage de Loti, Aziyadé oder Madame Chrysanthème zählen noch heute zu vielzitierten Werken und nehmen in der französischen Literaturgeschichte einen stilbildenden Platz ein.

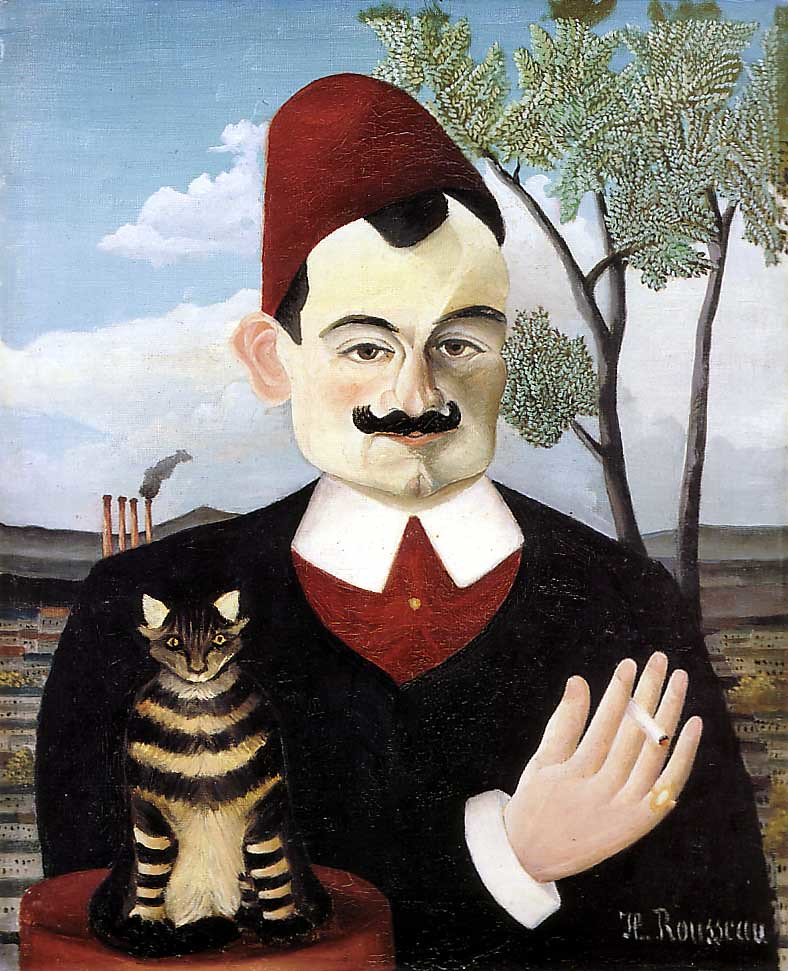
Porträt des Herrn X (Pierre Loti) von Henri Rousseau 1906 – Kunsthaus Zürich

Am 10. Juni 1923 starb Pierre Loti in Hendaye; er erhielt ein Staatsbegräbnis. Pierre Loti ist in Saint-Pierre-d’Oléron auf der Île d’Oléron, im Garten des Hauses seiner Familie begraben. Die Grabstelle ist auf Wunsch Lotis nicht öffentlich zugänglich.

## Loti-Haus in Rochefort
Lotis Elternhaus in Rochefort an der französischen Atlantikküste konnte bis 2012 besichtigt werden. Es wurde wegen Renovierung geschlossen und im Juni 2025 wieder eröffnet.
Loti arbeitete sein ganzes Leben lang an der Gestaltung und Veränderung dieses Hauses – jedes Zimmer richtete der passionierte Geschichtskenner im Stil eines Ortes oder einer Epoche ein, für die er sich besonders interessierte, und stellte darin Exponate aus, die er über die Jahre während seiner Reisen erwarb. Das Haus befindet sich noch im Originalzustand, in dem Loti es einrichtete. Im Inneren ist in einmaliger und beeindruckender Weise alles in eine Phantasiewelt umgestaltet worden: Unter anderem ein Empfangssaal, ein Rittersaal und eine Moschee wurden mit Liebe zum Detail und unter Nutzung originaler Bauelemente in den Mauern dieses Stadthauses realisiert – vorwiegend um die bürgerliche Gesellschaft seiner Zeit und zahlreiche Liebschaften zu beeindrucken. Daneben gibt es auch zeitgemäß erhaltene Wohnräume.

## Ehrungen und postume Rezeption
Im Istanbuler Stadtteil Eyüp ist ein Café über dem großen muslimischen Friedhof nach Loti benannt. Der Platz ist auch über eine Luftseilbahn zu erreichen und bietet einen beeindruckenden Ausblick auf die Istanbuler Stadtteile am Goldenen Horn.
In gewisser Weise ehrt es Pierre Loti, dass die deutschen Besatzer und das Vichy-Regime im Zweiten Weltkrieg verschiedene Romane verboten und auf die „Liste Otto“ setzten. Dies waren vor allem L’horreur allemande und La hyène enragée, die den deutschen Angriff des Jahres 1914 zum Thema haben.

## Werke

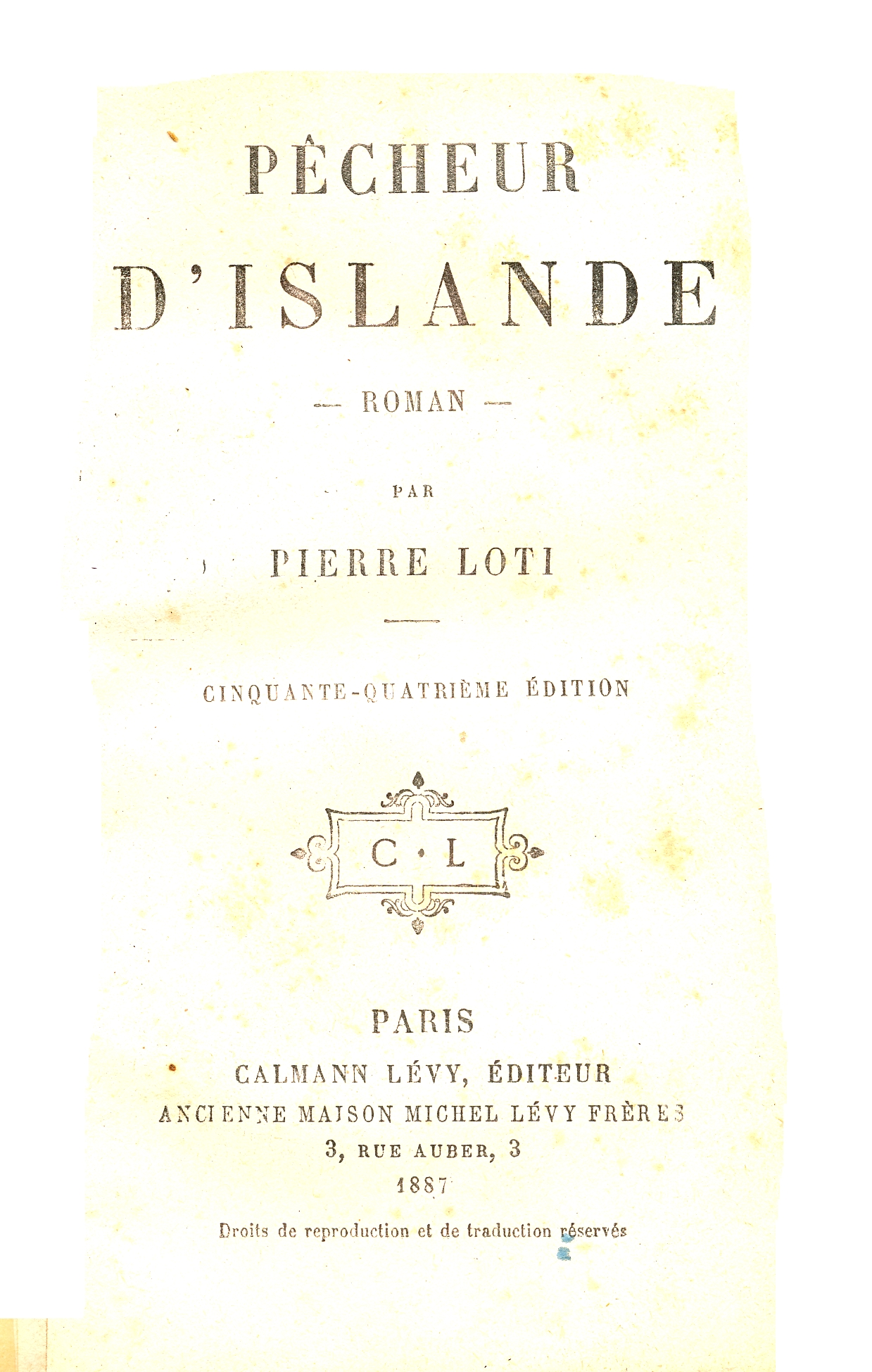
Pêcheur D’Islande, Paris 1887 (Titelseite)

- Aziyadeh (1990) frz. Aziyadé (1879)
- Rarahu, später umbenannt in Le mariage de Loti (1880)
- Le roman d’un spahi (1881)
- Fleurs d’ennui. Pasquali Ivanovitch (1882)
- Mon frère Yves (1883)
- Les trois dames de la Kasbah (1884)
- Die Islandfischer (2011, Übers. von Dirk Hemjeoltmanns, ISBN 978-3-423-14038-6 & Otfried Schulze; 1902, Übers. von Carmen Sylva) frz. Pêcheur d’Islande (1886)
- Madame Chrysanthème (1887)
- Propos d’exil (1887)
- Japoneries d’automne (1889)
- Im Zeichen der Sahara (1991) frz. Au Maroc (1890)
- Roman eines Kindes frz. Le roman d’un enfant (1890)
- Le livre de la pitié et de la mort (1891)
- Fantôme d’Orient (1892)
- L’exilée (1893)
- Ein Seemann (1899, Übers. von Emmy Becher) frz. Le matelot (1893)
- Die Wüste (2005, Übers. von Dirk Hemjeoltmanns, ISBN 3-423-13308-2) frz. Le désert (1894)
- Jerusalem (2005, Übers. von Dirk Hemjeoltmanns, ISBN 978-3-423-13309-8) frz. Jérusalem (1894)
- Galiläa (2006, Übers. von Dirk Hemjeoltmanns) frz. La Galilée (1894); The Holy land : travels through Galilee to Damascus and Baalbek, translated from the French and annotated by G. Rex Smith with Jonathan M. G. Smith, Berlin : Gerlach Press, 2022, ISBN 978-3-95994-150-1
- Ramuntcho (2021, Übers. von Holger Fock und Sabine Müller, Zürich : Bilgerverlag, 2021, ISBN 978-3-03762-096-0) frz. Ramuntcho (1897)
- Judith Renaudin (1898)
- Reflets de la sombre route (1899)
- Die letzten Tage von Peking (Übers. von Friedrich von Oppeln-Bronikowski) frz. Les derniers jours de Pékin (1902)
- L’Inde (sans les Anglais) (1903)
- Nach Isfahan (2000, Übers. von Dirk Hemjeoltmanns) frz. Vers Ispahan (1904); The way to Isfahan, translated from the French and annotated by G. Rex Smith with Jonathan M.G. Smith, Berlin : Gerlach Press, 2021, ISBN 978-3-95994-142-6
- La troisième jeunesse de Mme Prune (1905)
- Die Entzauberten (1912) frz. Les désenchantées (1906)
- Im Lande der Pharaonen (1922?, Übers. von Friedrich von Oppeln-Bronikowski) frz. La mort de Philae (1909)
- Le château de la Belle au Bois dormant (1910)
- Eine Pilgerfahrt nach Angkor (1926) frz. Un pèlerin d’Angkor (1912)
- La Turquie agonisante (1913)
- La hyène enragée (1916)
- Quelques aspects du vertige mondial (1917)
- L’horreur allemande (1918)
- Prime jeunesse (1919)
- La mort de notre chère France en Orient (1920)
- Suprêmes visions d’Orient (1921)
- Un jeune officier pauvre (1923, posthum)
- Lettres à Juliette Adam (1924, posthum)
- Journal intime (1878–1885), 2 vol (Intimate journal, 1925–1929)
- Correspondance inédite (1865–1904, 1929)